# Estados Unidos en los Juegos Paralímpicos de Toronto 1976
Estados Unidos estuvo representado en los Juegos Paralímpicos de Toronto 1976 por un total de 97 deportistas, 63 hombres y 34 mujeres.

## Medallistas
El equipo paralímpico estadounidense obtuvo las siguientes medallas:
| Nombre                                               | Deporte                       | Evento                                              |
| ---------------------------------------------------- | ----------------------------- | --------------------------------------------------- |
| Oro                                                  |                               |                                                     |
| P. Martin                                            | Atletismo                     | 100 m D1 femenino                                   |
| P. Martin                                            | Atletismo                     | Jabalina D1 femenino                                |
| P. Martin                                            | Atletismo                     | Jabalina de precisión D1 femenino                   |
| P. Martin                                            | Atletismo                     | Peso D1 femenino                                    |
| Ellyn Boyd                                           | Atletismo                     | 200 m 3 femenino                                    |
| Ellyn Boyd                                           | Atletismo                     | 400 m 3 femenino                                    |
| Ruth Rosenbaum                                       | Atletismo                     | Eslalon 1B femenino                                 |
| Ruth Rosenbaum                                       | Atletismo                     | Peso 1B femenino                                    |
| Glee Lyford                                          | Atletismo                     | 60 m 2 femenino                                     |
| Sharon Rahn                                          | Atletismo                     | 800 m 4 femenino                                    |
| Ruth Wendt                                           | Atletismo                     | Eslalon 1A femenino                                 |
| Sharon Myers                                         | Atletismo                     | Eslalon 1C femenino                                 |
| Darleen Quinlan                                      | Atletismo                     | Jabalina 4 femenino                                 |
| Equipo                                               | Atletismo                     | 4 × 40 m 2-5 femenino                               |
| David Kiley                                          | Atletismo                     | 100 m 4 masculino                                   |
| David Kiley                                          | Atletismo                     | 800 m 4 masculino                                   |
| David Kiley                                          | Atletismo                     | 1500 m 4 masculino                                  |
| John Jerome                                          | Atletismo                     | Disco D1 masculino                                  |
| John Jerome                                          | Atletismo                     | Jabalina D1 masculino                               |
| John Jerome                                          | Atletismo                     | Peso D1 masculino                                   |
| Jim Hernandez                                        | Atletismo                     | 100 m 3 masculino                                   |
| Jim Hernandez                                        | Atletismo                     | 200 m 3 masculino                                   |
| Winford Haynes                                       | Atletismo                     | 100 m B masculino                                   |
| Curt Brinkman                                        | Atletismo                     | 100 m D1 masculino                                  |
| Gary Kerr                                            | Atletismo                     | 100 m 2 masculino                                   |
| Charles Williams                                     | Atletismo                     | 400 m 3 masculino                                   |
| Randy Wix                                            | Atletismo                     | 1500 m 5 masculino                                  |
| Stephen Kempf                                        | Atletismo                     | Disco 1B masculino                                  |
| Robert Tusa                                          | Atletismo                     | Disco 2 masculino                                   |
| Tommy Hite                                           | Atletismo                     | Jabalina 1C masculino                               |
| Reno Levis                                           | Atletismo                     | Jabalina 3 masculino                                |
| J. Behan                                             | Atletismo                     | Jabalina de precisión D1 masculino                  |
| Julius Duval                                         | Atletismo                     | Peso 1B masculino                                   |
| Ray Clark                                            | Atletismo                     | Peso 5 masculino                                    |
| John Bowman                                          | Atletismo                     | Salto de altura A masculino                         |
| Roy Nungester                                        | Atletismo                     | Jabalina de precisión 1C-5 masculino                |
| Ray Clark                                            | Atletismo                     | Pentatlón 5 masculino                               |
| Equipo                                               | Atletismo                     | 4 × 40 m A-C masculino                              |
| Equipo                                               | Atletismo                     | 4 × 60 m 2-5 masculino                              |
| Equipo                                               | Baloncesto en silla de ruedas | Torneo masculino                                    |
| M. Johnson                                           | Bolos sobre hierba            | Individual D1 masculino                             |
| Susan Hagel Rhonda July                              | Dartchery                     | Dobles clase abierta femenino                       |
| Edward Coyle                                         | Halterofilia                  | Peso ligero masculino                               |
| Jon Brown                                            | Halterofilia                  | Peso pesado masculino                               |
| Elena-Marie Bey                                      | Natación                      | 25 m mariposa 3 femenino                            |
| Elena-Marie Bey                                      | Natación                      | 50 m braza 3 femenino                               |
| Elena-Marie Bey                                      | Natación                      | 50 m espalda 3 femenino                             |
| Elena-Marie Bey                                      | Natación                      | 50 m libre 3 femenino                               |
| L. Schuerot                                          | Natación                      | 100 m espalda A femenino                            |
| P. Martin                                            | Natación                      | 50 m libre D1 femenino                              |
| R. Collett                                           | Natación                      | 100 m mariposa A femenino                           |
| Scott Robeson                                        | Natación                      | 25 m mariposa 4 masculino                           |
| Scott Robeson                                        | Natación                      | 50 m braza 4 masculino                              |
| Scott Robeson                                        | Natación                      | 50 m libre 4 masculino                              |
| Scott Robeson                                        | Natación                      | 50 m espalda 4 masculino                            |
| Robert Ockvirk                                       | Natación                      | 25 m braza 1C masculino                             |
| Robert Ockvirk                                       | Natación                      | 25 m libre 1C masculino                             |
| Robert Ockvirk                                       | Natación                      | 25 m espalda 1C masculino                           |
| A. Alcocer                                           | Natación                      | 50 m braza D1 masculino                             |
| Stephen Kempf                                        | Natación                      | 25 m libre 1B masculino                             |
| Mark Borgstrom                                       | Natación                      | 25 m mariposa 2 masculino                           |
| M. Johnson                                           | Tenis de mesa                 | Individual D1 masculino                             |
| Michael Dempsey Gary Kerr                            | Tenis de mesa                 | Equipo 4-5 masculino                                |
| West Brownlow                                        | Tiro con arco                 | Ronda tetraplejia distancia corta A-C masculino     |
| Jay Brown Patrick Krishner Timothy van der Meiden    | Tiro con arco                 | Ronda FITA por equipos 2-5 masculino                |
| Susan Hagel Rhonda July Sally Staudte                | Tiro con arco                 | Ronda FITA por equipos 2-5 femenino                 |
| Plata                                                |                               |                                                     |
| Karen Casper                                         | Atletismo                     | 200 m 3 femenino                                    |
| Karen Casper                                         | Atletismo                     | 400 m 3 femenino                                    |
| Ruth Wendt                                           | Atletismo                     | 60 m 1A femenino                                    |
| Ruth Wendt                                           | Atletismo                     | Disco 1A femenino                                   |
| Mickey Strole                                        | Atletismo                     | Jabalina 4 femenino                                 |
| Mickey Strole                                        | Atletismo                     | Peso 4 femenino                                     |
| Ruth Rosenbaum                                       | Atletismo                     | Disco 1B femenino                                   |
| Ruth Rosenbaum                                       | Atletismo                     | Maza 1B femenino                                    |
| Sharon Myers                                         | Atletismo                     | 60 m 1C femenino                                    |
| Ellyn Boyd                                           | Atletismo                     | 60 m 3 femenino                                     |
| Sharon Rahn                                          | Atletismo                     | 60 m 4 femenino                                     |
| Glee Lyford                                          | Atletismo                     | Eslalon 2 femenino                                  |
| Darleen Quinlan                                      | Atletismo                     | Eslalon 4 femenino                                  |
| Donna Brown                                          | Atletismo                     | Salto de longitud A femenino                        |
| Ruth Wendt                                           | Atletismo                     | Maza 1A femenino                                    |
| Lynette Hunter                                       | Atletismo                     | Pentatlón 2 femenino                                |
| J. Behan                                             | Atletismo                     | Disco D1 masculino                                  |
| J. Behan                                             | Atletismo                     | Jabalina D1 masculino                               |
| J. Behan                                             | Atletismo                     | Peso D1 masculino                                   |
| Randy Wix                                            | Atletismo                     | 100 m 5 masculino                                   |
| Randy Wix                                            | Atletismo                     | 800 m 5 masculino                                   |
| West Brownlow                                        | Atletismo                     | 60 m 1C masculino                                   |
| M. Johnson                                           | Atletismo                     | 100 m D1 masculino                                  |
| Raymond Lewandowski                                  | Atletismo                     | 100 m 4 masculino                                   |
| Gary Kerr                                            | Atletismo                     | 200 m 2 masculino                                   |
| Charles Williams                                     | Atletismo                     | 200 m 3 masculino                                   |
| David Williamson                                     | Atletismo                     | Disco 3 masculino                                   |
| Julius Duval                                         | Atletismo                     | Disco 1B masculino                                  |
| Edward Owen                                          | Atletismo                     | Disco 5 masculino                                   |
| Rod Vleiger                                          | Atletismo                     | Eslalon 1A masculino                                |
| Ron Halsey                                           | Atletismo                     | Jabalina 2 masculino                                |
| Ray Clark                                            | Atletismo                     | Jabalina 5 masculino                                |
| Stephen Kempf                                        | Atletismo                     | Peso 1B masculino                                   |
| Richard Barnhart                                     | Atletismo                     | Salto de altura B masculino                         |
| Patrick Krishner Timothy van der Meiden              | Dartchery                     | Dobles clase abierta masculino                      |
| Sharon Myers                                         | Natación                      | 25 m espalda 1C femenino                            |
| Mickey Strole                                        | Natación                      | 50 m libre 4 femenino                               |
| Elena-Marie Bey Syd Jacobs Sharon Rahn Mickey Strole | Natación                      | 4 × 50 m libre 2-5 femenino                         |
| Garry Treadwell                                      | Natación                      | 25 m braza 1B masculino                             |
| Mark Borgstrom Mike Molesky Scott Robeson Randy Wix  | Natación                      | 4 × 50 m libre 2-6 masculino                        |
| Rod Vleiger                                          | Snooker                       | Individual A-C masculino                            |
| Michael Dempsey                                      | Tenis de mesa                 | Individual 4-5 masculino                            |
| Ruth Wendth                                          | Tenis de mesa                 | Individual 1A femenino                              |
| Ruth Rosenbaum Ruth Wendth                           | Tenis de mesa                 | Dobles 1B femenino                                  |
| Bronce                                               |                               |                                                     |
| Sharon Myers                                         | Atletismo                     | Disco 1C femenino                                   |
| Sharon Myers                                         | Atletismo                     | Jabalina 1C femenino                                |
| Sharon Myers                                         | Atletismo                     | Peso 1C femenino                                    |
| Glee Lyford                                          | Atletismo                     | 200 m 2 femenino                                    |
| Glee Lyford                                          | Atletismo                     | 400 m 2 femenino                                    |
| Darleen Quinlan                                      | Atletismo                     | Disco 4 femenino                                    |
| Darleen Quinlan                                      | Atletismo                     | Peso 4 femenino                                     |
| Karen Casper                                         | Atletismo                     | 60 m 3 femenino                                     |
| Constance Head                                       | Atletismo                     | 60 m 5 femenino                                     |
| Ruth Rosenbaum                                       | Atletismo                     | Maza de precisión 1A-1B femenino                    |
| Karen Donaldson                                      | Atletismo                     | Eslalon 1A femenino                                 |
| Rosalie Hixson                                       | Atletismo                     | Jabalina 3 femenino                                 |
| Ruth Wendt                                           | Atletismo                     | Peso 1A femenino                                    |
| Tommy Hite                                           | Atletismo                     | Eslalon 1C masculino                                |
| Tommy Hite                                           | Atletismo                     | Peso 1C masculino                                   |
| David Williamson                                     | Atletismo                     | Jabalina 3 masculino                                |
| David Williamson                                     | Atletismo                     | Pentatlón 3 masculino                               |
| Charles Williams                                     | Atletismo                     | 100 m 3 masculino                                   |
| Jim Hernandez                                        | Atletismo                     | 400 m 3 masculino                                   |
| Curt Brinkman                                        | Atletismo                     | Disco D1 masculino                                  |
| Ray Clark                                            | Atletismo                     | Disco 5 masculino                                   |
| James Steuwe                                         | Atletismo                     | Eslalon 3 masculino                                 |
| M. Johnson                                           | Atletismo                     | Jabalina D1 masculino                               |
| Rod Vleiger                                          | Atletismo                     | Maza 1A masculino                                   |
| Julius Duval                                         | Atletismo                     | Maza 1B masculino                                   |
| T. Lewis                                             | Atletismo                     | Salto de altura A masculino                         |
| Richard Taurer                                       | Halterofilia                  | Peso medio masculino                                |
| Syd Jacobs                                           | Natación                      | 25 m espalda 2 femenino                             |
| Syd Jacobs                                           | Natación                      | 25 m mariposa 2 femenino                            |
| R. Collett                                           | Natación                      | 100 m espalda A femenino                            |
| R. Collett                                           | Natación                      | 100 m libre A femenino                              |
| Karen Donaldson                                      | Natación                      | 25 m espalda 1A femenino                            |
| Barbara Palombi                                      | Natación                      | 25 m mariposa 4 femenino                            |
| Elena-Marie Bey Syd Jacobs Mickey Strole             | Natación                      | 3 × 50 m estilos 2-4 femenino                       |
| A. Alcocer                                           | Natación                      | 50 m espalda D1 masculino                           |
| A. Alcocer                                           | Natación                      | 150 m estilos D1 masculino                          |
| Garry Treadwell                                      | Natación                      | 25 m espalda 1B masculino                           |
| Mark Borgstrom                                       | Natación                      | 25 m libre 2 masculino                              |
| Scott Robeson                                        | Natación                      | 150 m estilos 4 masculino                           |
| Mark Borgstrom Mike Molesky Scott Robeson            | Natación                      | 3 × 50 m estilos 2-4 masculino                      |
| J. Behan                                             | Tenis de mesa                 | Individual D1 masculino                             |
| Beata Anderson Rosalie Hixson                        | Tenis de mesa                 | Equipo 3 femenino                                   |
| Rhonda July                                          | Tiro con arco                 | Ronda FITA clase abierta femenino                   |
| Noreen Vollbach                                      | Tiro con arco                 | Ronda novel clase abierta femenino                  |
| Noreen Vollbach Vincent Falardeau Roy Nungester      | Tiro con arco                 | Ronda noveles y tetrapléjicos por equipos A-C mixto |